# Jules A. Hoffmann
Jules A. Hoffmann (* 2. srpna 1941, Echternach, Lucembursko) je francouzský biolog lucemburského původu, ředitel výzkumu a člen správní rady Národního centra vědeckého výzkumu (National Center of Scientific Research, CNRS) ve Štrasburku. Od roku 1992 je členem Francouzské akademie věd, v níž v letech 2007–2008 zastával funkci prezidenta.
Spolu s Brucem Beutlerem obdržel Nobelovu cenu za fyziologii a lékařství pro rok 2011 za „objev týkající se aktivace vrozené imunity.“ Třetím nositelem ceny z daného roku, který získal polovinu z celkové finanční odměny, se stal Ralph M. Steinman za „objev dendritických buněk a jejich role v rámci získané imunity.“
Hoffman se svou skupinou přispěli k poznání vrozené imunity především tím, že v roce 1996 jako první popsali Toll geny v rámci imunitního systému octomilky a uvedli jejich klíčovou roli při potlačení vzniku plísňové infekce, aktivací syntézy bakteriostatických peptidů.

## Vzdělání
Pregraduální obory zoologie, chemie a obecná biologie, stejně jako postgraduální studium biologie (Ph.D., 1969) absolvoval na Štrasburské univerzitě. Postdoktorální pobyt strávil v letech 1973–1974 na západoněmeckém pracovišti Institutu pro biochemii univerzity v Marburgu.

## Výzkum
V období 1964–1968 byl postgraduálním vědeckým pracovníkem v laboratoři CNRS, kde se zabýval výzkumem krevních buněk u sarančat, od roku 1969 pak vědcem této instituce. V roce 1974 byl jmenován ředitelem výzkumu Štrasburské univerzity. V letech 1978–2005 působil také jako ředitel výzkumné skupiny CNRS – Imunitní odpověď a vývoj u hmyzu. Mezi lety 1993–2005 byl ředitelem Institutu molekulární a buněčné biologie CNRS ve Štrasburku.
Hlavní doménou vědecké práce je výzkum hmyzí imunity a hormonů. Od octomilek, přešel na složitější organizmus – komára rodu Anopheles.

## Ocenění a členství
Je členem Německé akademie věd Leopoldina, Francouzské národní akademie věd, Akademie Europaea, Evropské organizace molekulární biologie (European Molecular Biology Organization, EMBO), Národní akademie věd Spojených států amerických a Ruské akademie věd.
Přehled ocenění
- 2003 – Cena Williama B. Coleyho Výzkumného nstitutu nádorového bujení (Cancer Research Institute William B. Coley Award)
- 2004 – Cena Roberta Kocha (Robert Koch Prize)
- 2007 – Balzanova cena za výzkum vrozené imunity (Balzan Prize, další nositel Bruce A. Beutler)
- 2010 – Cena Lewise S. Rosenstiela (Lewis S. Rosenstiel Award, další nositel Ruslan M. Medžitov)
- 2010 – Cena lékařské vědy Keio (Keio Medical Science Prize)
- 2011 – Mezinárodní cena Gairdnerovy nadace (Gairdner Foundation International Award, další nositel Šizuo Akira)
- 2011 – Shawova cena (Shaw Prize, další nositelé Bruce A. Beutler a Ruslan M. Medžitov)
- 2011 – Zlatá medaile CNRS
- 2011 – Nobelova cena za fyziologii a medicínu (2011, spolu s Ralphem M. Steinmanem a Bruce Butlerem)[2]